# Chiton pulcherrimus
Chiton pulcherrimus är en blötdjursart som beskrevs av Sowerby 1842. Chiton pulcherrimus ingår i släktet Chiton och familjen Chitonidae. Inga underarter finns listade i Catalogue of Life.